# Антонов Олексій Костянтинович
Олексій Костянтинович Антонов (нар. 8 червня 1912, місто Гродно, тепер Республіка Білорусь — 9 липня 2010, місто Москва) — радянський державний діяч, заступник голови Ради Міністрів СРСР, міністр електротехнічної промисловості СРСР. Кандидат у члени ЦК КПРС у 1961—1971 роках. Член ЦК КПРС у 1971—1989 роках. Депутат Верховної Ради СРСР 6—11-го скликань. Герой Соціалістичної Праці (7.06.1982). Почесний член Російської інженерної академії.

## Життєпис
Народився 27 травня (8 червня) 1912 року в родині вчителів. Після закінчення середньої школи із-за непролетарського походження не міг відразу поступити у вищий навчальний заклад і пішов працювати на завод. З 1930 року працював слюсарем подрібнювального заводу в місті Луги Ленінградській області.
У 1935 році закінчив Ленінградський політехнічний інститут, інженер-електромеханік.
У 1935 році — старший кочегар 1-ї гідроелектростанції в місті Ленінграді. У 1935—1936 роках — інженер проєктного бюро Біломорсько-Балтійського каналу. Одночасно в 1935—1938 навчався в аспірантурі Ленінградського політехнічного інституту.
У 1937—1938 роках — інженер-електрик, у 1938—1940 роках — начальник лабораторії, у 1940—1941 роках — начальник центральної лабораторії, у 1941—1942 роках — заступник головного конструктора заводу № 379 в Ленінграді.
Член ВКП(б) з 1940 року.
У 1942—1943 роках — начальник виробництва, у 1943—1945 роках — головний інженер — заступник директора авіаційного заводу № 179 в місті Раменське Московської області. У 1945—1953 роках — головний інженер — заступник директора авіаційного заводу № 218 в Ленінграді. У 1953—1957 роках — головний інженер — заступник директора авіаційного заводу № 448 в Ленінграді.
У 1957—1958 роках — головний інженер управління авіаційної промисловості, в 1958 році — начальник управління авіаційної промисловості, в 1958—1959 роках — начальник управління агрегатобудування, в 1959 році — начальник управління приладобудування і агрегатобудування, в 1959—1961 роках — заступник голови Ленінградського економічного адміністративного району.
У 1961—1965 роках — голова Ради народного господарства (раднаргоспу) Ленінградського економічного адміністративного району.
З 2 жовтня 1965 року по 19 грудня 1980 року — міністр електротехнічної промисловості СРСР.
З 19 грудня 1980 року по 1 жовтня 1988 року — заступник голови Ради Міністрів СРСР. Одночасно в 1985—1988 роках — постійний представник СРСР при Раді економічної взаємодопомоги (РЕВ), в 1986—1988 роках — 1-й заступник голови Державної зовнішньоекономічної комісії Ради Міністрів СРСР.
Указом Президії Верховної Ради СРСР від 7 червня 1982 року за великі заслуги перед Радянською державою і у зв'язку з сімдесятиріччям з дня народження Антонову Олексію Костянтинович присвоєно звання Героя Соціалістичної Праці з врученням ордену Леніна і золотої медалі «Серп і Молот».
З жовтня 1988 року — персональний пенсіонер союзного значення в Москві.
Помер 9 липня 2010 року. Похований в Москві на Троєкурівському цвинтарі.

## Нагороди і звання
- Герой Соціалістичної Праці (7.06.1982)
- чотири ордени Леніна (6.03.1962, 8.08.1966, 25.08.1971, 7.06.1982)
- орден Жовтневої Революції (10.03.1976)
- чотири ордени Трудового Червоного Прапора (16.09.1945, 6.12.1949, 8.12.1951, 4.01.1954)
- орден «Знак Пошани» (21.06.1957)
- орден Дружби (Чехословаччина) (1982)
- Сталінська премія ІІІ ст. (1951)